# 四川薹草
四川薹草（学名：Carex sutchuensis）为莎草科薹草属的植物。分布在中国大陆的四川等地，属中国原产的植物（非从国外引种）。